# Хавселски вртови
Хавселски вртови представљају комплекс од седам стотина хектара плодне земље у близини обале реке Тигар, између тврђаве Дијарбакир и реке. Вртови су уврштени на прелиминарну листу УНЕСКО-ве светске баштине 2013. године. Званично је уврштен у листу светске баштине 2015. заједно са тврђавом Дијарбакир.

## Опис
Утврђени град Дијарбакир налази се у горњем току слива реке Тигар. Налази се на падини брда, које је део такозваног "Плодног полумесеца". Сам град и природни пејзаж који га окружује формирали су се постепено — током неколико векова. Утицај на архитектуру и привреду у региону извршило је неколико цивилизација које су се смењивале јена за другом. Град је постао важан економски и политички центар у античком добу и остао је то током већег дела старог римског доба. Дијарбакир је сачувао свој значај у доба владавине династије Сасанида, као и у оним временима када је био доследно повезан са Византијским и Отоманским царством. Као и у исламском периоду, и данас, град је остао важан регионални центар.
Објекат, уврштен на листу светске баштине 2015. године, укључује курган на месту древног града Амиде — данас познатог као Ичкале — сам зид тврђаве града Дијарбакира (дужине је 5.800 метара и укључује бројне капије, торњеве урађене у 60 историјских кула). Плодне баште Хевсела, које се налазе између Дијарбакира (њеног зида тврђаве) и реке Тигрис, такође су део заштићеног објекта. Они су тада снабдевали становништво и браниоце града водом и храном.
Хевселски вртови имају површину од око седам стотина хектара. Истовремено, они се састоје од неколико прилично различитих подручја у којима су се могла формирати станишта за разне животиње и птице. Сами вртови су највеће уточиште за птице у југоисточној Анадолији: у њима живи више од 180 врста птица. Ово је и курганик (Бутео руфинус), и орао (Пернис), и  вилин коњиц, и пољска (или обична) еја, и кућна сова . Осим тога, у резервату се налазе видре, лисице, куне, веверице и јежеви. У баштама Хевсела се такође зауставља ради одмора и бројних птица које лете.

## Истраживања
Према савременим истраживачима, баште Хевсел су пример онога шта окружење и биосистеми имају као „памћење“. Њихово истраживање може помоћи да се разуме шта се догодило у долини Тигра, барем од времена Асирског царства — то јест, откако су се баште први пут појавиле у записима направљеним на клинастим плочама пре око 3000 година. Промене великих размера изазване вулканском активношћу, климатским условима, динамиком седиментације и ерозије, тектонским издизањем и повезаним земљотресима, као и — последице прошлих људских активности — значајно су се одразиле на савременом месту Светске баштине. Другим речима, баште Хевсела представљају колекцију објеката који могу да садрже информације о „дугим периодима“ у историји града Дијарбакира. Осим тога, на терасама на којима се налазе баште „забележене” су хидролошке и климатске промене у долини од последњег леденог доба и холоцена до данашњих дана.
Од 2015. године, ни баште Хевсела ни терасе у Дијарбакиру нису у потпуности истражене у погледу старости објеката, нити њихове стратиграфија или седиментологија. У студијама је наглашена неопходност селекције зрна на свим терасама. Потешкоћу су представљали слојеви шљунка, само „пробијајући се“ кроз које је било могуће доћи до слојева и наслага различитих периода, одговорних за формирање савремених речних поплавних равница и тераса.

## Листа светске баштине
Вртови Хевсела су 2013. године постали кандидат за Унескову светску баштину. 2015. године званично је уврштен на Унескову листу баштине.
У мају 2016. обезбеђење резервата уништило је плантажу конопље која се састоји од 500.000 грмова марихуане на територији башта.